# Schroeppel
Schroeppel es un pueblo ubicado en el condado de Oswego en el estado estadounidense de Nueva York. En el año 2000 tenía una población de 8,566 habitantes y una densidad poblacional de 78 personas por km².

## Geografía
Schroeppel se encuentra ubicado en las coordenadas 43°15′27″N 76°16′30″O / 43.25750, -76.27500.

## Demografía
Según la Oficina del Censo en 2000 los ingresos medios por hogar en la localidad eran de $39,662 y los ingresos medios por familia eran $45,766. Los hombres tenían unos ingresos medios de $31,191 frente a los $27,864 para las mujeres. La renta per cápita para la localidad era de $17,581. Alrededor del 9.7% de la población estaban por debajo del umbral de pobreza.